# Cistanche phelypaea
Cistanche phelypaea é uma espécie de planta com flor pertencente à família Orobanchaceae. 
A autoridade científica da espécie é (L.) Cout., tendo sido publicada em A Flora de Portugal 571. 1913.

## Descrição
É uma planta parasita, que cresce sobretudo em áreas de sapal. Não possui clorofila, pelo que extrai os seus nutrientes de outras plantas (normalmente da família Chenopodiaceae), ligando a suas raízes às da planta hospedeira. Floresce na Primavera.

## Portugal
Trata-se de uma espécie presente no território português, nomeadamente em Portugal Continental e no Arquipélago da Madeira.
Em termos de naturalidade é nativa das duas regiões atrás indicadas.

## Protecção
Não se encontra protegida por legislação portuguesa ou da Comunidade Europeia.